# Sommartravets final
Sommartravets final är ett travlopp för varmblod som körs på Rättviks travbana i Rättvik i Dalarnas län varje år i augusti. Det är ett Grupp 2-lopp, det vill säga ett lopp av näst högsta internationella klass.
Sedan 2014 är förstapris i loppet 300 000 kronor. Upplagorna 2011 och 2012 hade högst prissumma med 500 000 kronor i förstapris.
Loppet körs över 2640 meter med voltstart, med 20 meter tillägg för hästar som tjänat över 350 000 kronor och 40 meter tillägg för hästar som tjänat över 875 000 kronor.

## Vinnare
| År   | Häst              | Kusk               | Tränare           | Tid     | Odds  | Tvåa             | Trea             |
| ---- | ----------------- | ------------------ | ----------------- | ------- | ----- | ---------------- | ---------------- |
| 2021 | J.J.Stitch        | Björn Goop         | Björn Goop        | 1.13,5  | 4.43  | Missle Hill      | Will I Am        |
| 2020 | Vae Victis Club   | Örjan Kihlström    | Daniel Redén      | 1.12,3  | 1.73  | Racing Brodda    | Vagabond Bi      |
| 2019 | Royal Navy Neo    | Björn Goop         | Björn Goop        | 1.14,3  | 2.25  | Gideon H.Renka   | On Track Piraten |
| 2018 | Raja Ribb         | Tomas Pettersson   | Kristofer Jansson | 1.13,3  | 51.32 | Sahara One       | Stay Alert       |
| 2017 | Trot Kronos       | Jan Norberg        | Veijo Heiskanen   | 1.13,5  | 4.94  | Reckless         | Jaques Noir      |
| 2016 | Olympic Torch     | Hans R. Strömberg  | Hans R. Strömberg | 1.14,3  | 44.55 | Sahara One       | Stay Alert       |
| 2015 | Staro Italy       | Thomas Uhrberg     | Thomas Uhrberg    | 1.12,7  | 9.59  | Global Money     | Quid Pro Quo     |
| 2014 | Poker Kronos      | Torbjörn Jansson   | Robert Bergh      | 1.12,9  | 5.70  | Venkatesh        | Nahar            |
| 2013 | Zinedine Bob      | Johan Untersteiner | Nicklas Dyrberg   | 1.13,6  | 12.69 | For Pleasure As  | Le Mat           |
| 2012 | Highlight Brizard | Per Lennartsson    | Per Lennartsson   | 1.14,0g | 11.32 | Francais du Gull | Montgomery Gel   |
| 2011 | Caballion         | Örjan Kihlström    | Henrik Larsson    | 1.12,2  | 2.98  | Carlos Lightning | Ågårds Ludde     |
| 2010 | Nahar             | Per Lennartsson    | Per Lennartsson   | 1.14,9  | 5.85  | Mils You Love    | Nisse Bean       |